# Сидоренко, Евгений Михайлович
Евгений Михайлович Сидоренко (23.01.1915 — 30.01.1978) — начальник Главдальстроя, Хабаровский край, Герой Социалистического Труда (11.08.1966).
Родился на ст. Завитая Амурской области. Член КПСС с 1940 г.
После окончания Хабаровского техникума железнодорожного транспорта (1934) -  десятник, прораб, начальник строительной площадки, главный инженер, начальник строительного управления участка Уссурийской железной дороги. 
Во время войны — главный инженер Участка военно-строительных работ № 304 Военно-строительного управления Дальневосточного фронта.
С 1947 г. в Хабаровском крае: начальник УНР-272 стройтреста № 35 Минстроя СССР, в 1951-1957 начальник стройтреста № 6 (Комсомольск-на-Амуре). В 1957-1963 начальник управления строительства Хабаровского совнархоза.
С 1963 г. начальник Главного управления строительства в районах Дальнего Востока (Главдальстрой) Министерства строительства РСФСР (затем - Министерства строительства предприятий тяжелой индустрии СССР).
Избирался делегатом ХХIII, ХХIV и ХХV съездов КПСС.
Герой Социалистического Труда (11.08.1966, за выдающиеся успехи, достигнутые в выполнении заданий семилетнего плана по капитальному строительству). Заслуженный строитель РСФСР (1965), награжден двумя орденами Ленина (1963, 1966), орденами Красной Звезды (1945), Трудового Красного Знамени (1975), медалями «За трудовую доблесть», «За победу над Германией», «За победу над Японией», «За доблестный труд. В ознаменование 1ОО-летия со дня рождения Владимира Ильича Ленина».
Лауреат премии Совета Министров СССР.